# مریم سوادکوهی
مریم سوادکوهی یا تاج‌ماه دخترعمو و نخستین همسر رضاشاه بود. رضاخان به سفارش مادرش در سال ۱۲۷۴ با وی ازدواج کرد. حاصل ازدواج مریم (تاج‌ماه) با رضاشاه، همدم‌السلطنه پهلوی است. مریم سوادکوهی در سال ۱۲۹۰ درگذشت.